# Alexandru Mățel
Alexandru Mățel (n. 17 octombrie 1989, Constanța, România) este un fotbalist român liber de contract, care joacă pe post de fundaș lateral. Pe plan internațional, are prezențe la națională pentru România Sub-21 și România.
Mățel nu a mai făcut parte din echipa Astrei Giurgiu, antrenându-se separat față de colegii lui de echipă, deoarece a ajuns în disgrația patronului echipei pentru că nu a vrut să își prelungească contractul scadent în vara lui 2015.
După plecarea de la Astra, s-a transferat la Dinamo Zagreb, cu care a jucat în UEFA Champions League.
După 4 ani, a revenit în România, la FC Hermannstadt, cu un salariu de 10 ori mai mic.

## Palmares

### Club
Astra Giurgiu
- Cupa României: 2013–2014
- Supercupa României: 2014

Dinamo Zagreb
- Prva HNL: 2014–15, 2015–16
- Cupa Croației: 2014–2015